# Danny Ward (calciatore 1993)
Daniel Ward, detto Danny (Wrexham, 22 giugno 1993) è un calciatore gallese, portiere del Wrexham e della nazionale gallese.

## Carriera

### Club

#### Carriera giovanile
Ward è un prodotto del settore giovanile del Wrexham, squadra della sua città natale. Promettente portiere, ebbe un breve prestito al Tamworth, prima di essere acquistato per 100.000 sterline dal Liverpool nel gennaio del 2012. Joey Jones, ex giocatore del Liverpool ed allenatore giovanile al Wrexham, ha paragonato Ward all'ex portiere di Galles ed Everton Neville Southall per la sua personalità e per le sue caratteristiche tecniche.

#### Liverpool e primi prestiti
Aggregato alla squadra giovanile dei Reds, in breve tempo fu promosso alla squadra riserve e chiamato per due volte in panchina in prima squadra. Nel marzo 2015 Ward si trasferì in prestito per un mese al Morecambe, con cui disputa 5 partite con la prima squadra, per poi tornare al Liverpool, dove viene spesso convocato come secondo portiere. Il 23 giugno firma un prolungamento di contratto fino al 2020 con il Liverpool, e qualche giorno dopo viene mandato in prestito all'Aberdeen fino a fine stagione. In Scozia Ward viene impiegato come titolare, aiutando l'Aberdeen a raggiungere il secondo posto in campionato e ottenendo l'apprezzamento dei tifosi dei Dons, riuscendo ad ottenere 13 "clean sheets". Il 10 gennaio 2016 Jürgen Klopp termina il prestito di Ward e richiama il portiere al Liverpool facendolo debuttare in prima squadra nella partita di Premier League contro il Bournemouth, dove il portiere gallese realizza una buona prestazione. Nella stagione 2016-2017 Ward viene nuovamente mandato in prestito, questa volta in Championship all'Huddersfield Town. Ward disputa una ottima stagione come portiere titolare ed i "Terriers" ottengono una inaspettata promozione in Premier League attraverso i playoffs, in cui il gallese si è messo in mostra parando due rigori in semifinale contro lo Sheffield Wednesday ed uno in finale, a Wembley contro il Reading.

### Nazionale
Ward ha rappresentato il Galles a livello giovanile, dalla nazionale under-17 all'under-21. Il 24 marzo 2016 esordisce con la nazionale maggiore del suo paese in una amichevole contro la nazionale nordirlandese a Cardiff, sostituendo Wayne Hennessey all'inizio del secondo tempo. Nel 2016 il ct dei dragoni Chris Coleman lo convoca per gli Europei di Francia. A causa di un fastidio alla schiena accusato dal titolare Hennessey, Ward esordisce da titolare in nazionale nella prima partita della competizione, vinta dai gallesi per 2 a 1 contro la Slovacchia.

## Statistiche

### Presenze e reti nei club
Statistiche aggiornate al 27 novembre 2023.
| Stagione              | Squadra               | Campionato            | Campionato | Campionato | Coppe nazionali | Coppe nazionali | Coppe nazionali | Coppe continentali | Coppe continentali | Coppe continentali | Altre coppe | Altre coppe | Altre coppe | Totale | Totale |
| Stagione              | Squadra               | Comp                  | Pres       | Reti       | Comp            | Pres            | Reti            | Comp               | Pres               | Reti               | Comp        | Pres        | Reti        | Pres   | Reti   |
| --------------------- | --------------------- | --------------------- | ---------- | ---------- | --------------- | --------------- | --------------- | ------------------ | ------------------ | ------------------ | ----------- | ----------- | ----------- | ------ | ------ |
| mar.-apr. 2011        | Tamworth              | FC                    | 1          | 0          | FACup           | -               | -               | -                  | -                  | -                  | FAT         | -           | -           | 1      | 0      |
| 2014-mar. 2015        | Liverpool             | PL                    | 0          | 0          | FACup+CdL       | 0+0             | 0               | UCL+UEL            | 0+0                | 0                  | -           | -           | -           | 0      | 0      |
| mar.-giu. 2015        | Morecambe             | FL2                   | 5          | -6         | FACup+CdL       | -               | -               | -                  | -                  | -                  | FLT         | -           | -           | 5      | -6     |
| 2015-gen. 2016        | Aberdeen              | SP                    | 21         | -20        | CS+CdL          | 1+1             | -1 + -2         | UEL                | 6                  | -6                 | -           | -           | -           | 29     | -29    |
| gen.-giu. 2016        | Liverpool             | PL                    | 2          | -4         | FACup+CdL       | 0+0             | 0               | UEL                | 0                  | 0                  | -           | -           | -           | 2      | -4     |
| 2016-2017             | Huddersfield Town     | FLC                   | 43+2       | -52 + -1   | FACup+CdL       | 0+1             | -2              | -                  | -                  | -                  | -           | -           | -           | 46     | -55    |
| 2017-2018             | Liverpool             | PL                    | 0          | 0          | FACup+CdL       | 0+1             | -2              | UCL                | 0                  | 0                  | -           | -           | -           | 1      | -2     |
| Totale Liverpool      | Totale Liverpool      | Totale Liverpool      | 2          | -4         |                 | 1               | -2              |                    | 0                  | 0                  |             | -           | -           | 3      | -6     |
| 2018-2019             | Leicester City        | PL                    | 0          | 0          | FACup+CdL       | 1+4             | -2 + -1         | -                  | -                  | -                  | -           | -           | -           | 5      | -3     |
| 2019-2020             | Leicester City        | PL                    | 0          | 0          | FACup+CdL       | 2+2             | 0 + -1          | -                  | -                  | -                  | -           | -           | -           | 4      | -1     |
| 2020-2021             | Leicester City        | PL                    | 0          | 0          | FACup+CdL       | 2+1             | -1 + -2         | UEL                | 2                  | -1                 | -           | -           | -           | 5      | -4     |
| 2021-2022             | Leicester City        | PL                    | 1          | -1         | FACup+CdL       | 2+2             | -5 + -2         | UEL+UECL           | 0                  | 0                  | CS          | 0           | 0           | 5      | -8     |
| 2022-2023             | Leicester City        | PL                    | 26         | -46        | FACup+CdL       | 0+2             | 0 + -2          | -                  | -                  | -                  | -           | -           | -           | 28     | -48    |
| 2023-2024             | Leicester City        | FLC                   | 0          | 0          | FACup+CdL       | 0+0             | 0+0             | -                  | -                  | -                  | -           | -           | -           | 0      | 0      |
| Totale Leicester City | Totale Leicester City | Totale Leicester City | 27         | -47        |                 | 18              | -16             |                    | 2                  | -1                 |             | 0           | 0           | 47     | -64    |
| Totale carriera       | Totale carriera       | Totale carriera       | 101        | -130       |                 | 22              | -23             |                    | 8                  | -7                 |             | 0           | 0           | 131    | -160   |

### Cronologia presenze e reti in nazionale
| Cronologia completa delle presenze e delle reti in nazionale ― Galles | Cronologia completa delle presenze e delle reti in nazionale ― Galles | Cronologia completa delle presenze e delle reti in nazionale ― Galles | Cronologia completa delle presenze e delle reti in nazionale ― Galles | Cronologia completa delle presenze e delle reti in nazionale ― Galles | Cronologia completa delle presenze e delle reti in nazionale ― Galles | Cronologia completa delle presenze e delle reti in nazionale ― Galles | Cronologia completa delle presenze e delle reti in nazionale ― Galles |
| Data                                                                  | Città                                                                 | In casa                                                               | Risultato                                                             | Ospiti                                                                | Competizione                                                          | Reti                                                                  | Note                                                                  |
| --------------------------------------------------------------------- | --------------------------------------------------------------------- | --------------------------------------------------------------------- | --------------------------------------------------------------------- | --------------------------------------------------------------------- | --------------------------------------------------------------------- | --------------------------------------------------------------------- | --------------------------------------------------------------------- |
| 24-3-2016                                                             | Cardiff                                                               | Galles                                                                | 1 – 1                                                                 | Irlanda del Nord                                                      | Amichevole                                                            | -1                                                                    | 46’                                                                   |
| 5-6-2016                                                              | Solna                                                                 | Svezia                                                                | 3 – 0                                                                 | Galles                                                                | Amichevole                                                            | -2                                                                    | 46’                                                                   |
| 11-6-2016                                                             | Bordeaux                                                              | Galles                                                                | 2 – 1                                                                 | Slovacchia                                                            | Euro 2016 - 1º turno                                                  | -1                                                                    |                                                                       |
| 14-11-2017                                                            | Cardiff                                                               | Galles                                                                | 1 – 1                                                                 | Panama                                                                | Amichevole                                                            | -1                                                                    |                                                                       |
| 20-11-2018                                                            | Elbasan                                                               | Albania                                                               | 1 – 0                                                                 | Galles                                                                | Amichevole                                                            | -1                                                                    |                                                                       |
| 20-3-2019                                                             | Wrexham                                                               | Galles                                                                | 1 – 0                                                                 | Trinidad e Tobago                                                     | Amichevole                                                            | -                                                                     | 46’                                                                   |
| 9-9-2019                                                              | Cardiff                                                               | Galles                                                                | 1 – 0                                                                 | Bielorussia                                                           | Amichevole                                                            | -                                                                     |                                                                       |
| 12-11-2020                                                            | Cardiff                                                               | Galles                                                                | 0 – 0                                                                 | Stati Uniti                                                           | Amichevole                                                            | -                                                                     |                                                                       |
| 15-11-2020                                                            | Cardiff                                                               | Galles                                                                | 1 – 0                                                                 | Irlanda                                                               | UEFA Nations League 2020-2021 - 1º turno                              | -                                                                     |                                                                       |
| 18-11-2020                                                            | Cardiff                                                               | Galles                                                                | 3 – 1                                                                 | Finlandia                                                             | UEFA Nations League 2020-2021 - 1º turno                              | -1                                                                    |                                                                       |
| 24-3-2021                                                             | Lovanio                                                               | Belgio                                                                | 3 – 1                                                                 | Galles                                                                | Qual. Mondiali 2022                                                   | -3                                                                    |                                                                       |
| 30-3-2021                                                             | Cardiff                                                               | Galles                                                                | 1 – 0                                                                 | Rep. Ceca                                                             | Qual. Mondiali 2022                                                   | -                                                                     |                                                                       |
| 2-6-2021                                                              | Nizza                                                                 | Francia                                                               | 3 – 0                                                                 | Galles                                                                | Amichevole                                                            | -3                                                                    |                                                                       |
| 12-6-2021                                                             | Baku                                                                  | Galles                                                                | 1 – 1                                                                 | Svizzera                                                              | Euro 2020 - 1º turno                                                  | -1                                                                    |                                                                       |
| 16-6-2021                                                             | Baku                                                                  | Turchia                                                               | 0 – 2                                                                 | Galles                                                                | Euro 2020 - 1º turno                                                  | -                                                                     |                                                                       |
| 20-6-2021                                                             | Roma                                                                  | Italia                                                                | 1 – 0                                                                 | Galles                                                                | Euro 2020 - 1º turno                                                  | -1                                                                    |                                                                       |
| 26-6-2021                                                             | Amsterdam                                                             | Galles                                                                | 0 – 4                                                                 | Danimarca                                                             | Euro 2020 - Ottavi di finale                                          | -4                                                                    |                                                                       |
| 1-9-2021                                                              | Helsinki                                                              | Finlandia                                                             | 0 – 0                                                                 | Galles                                                                | Amichevole                                                            | -                                                                     | cap. 46’                                                              |
| 5-9-2021                                                              | Kazan'                                                                | Bielorussia                                                           | 2 – 3                                                                 | Galles                                                                | Qual. Mondiali 2022                                                   | -2                                                                    |                                                                       |
| 8-9-2021                                                              | Cardiff                                                               | Galles                                                                | 0 – 0                                                                 | Estonia                                                               | Qual. Mondiali 2022                                                   | -                                                                     |                                                                       |
| 8-10-2021                                                             | Praga                                                                 | Rep. Ceca                                                             | 2 – 2                                                                 | Galles                                                                | Qual. Mondiali 2022                                                   | -2                                                                    | [ 16 ]                                                                |
| 11-10-2021                                                            | Tallinn                                                               | Estonia                                                               | 0 – 1                                                                 | Galles                                                                | Qual. Mondiali 2022                                                   | -                                                                     |                                                                       |
| 13-11-2021                                                            | Cardiff                                                               | Galles                                                                | 5 – 1                                                                 | Bielorussia                                                           | Qual. Mondiali 2022                                                   | -1                                                                    | 90+1’                                                                 |
| 16-11-2021                                                            | Cardiff                                                               | Galles                                                                | 1 – 1                                                                 | Belgio                                                                | Qual. Mondiali 2022                                                   | -1                                                                    |                                                                       |
| 1-6-2022                                                              | Breslavia                                                             | Polonia                                                               | 2 – 1                                                                 | Galles                                                                | UEFA Nations League 2022-2023 - 1º turno                              | -                                                                     | 46’                                                                   |
| 8-6-2022                                                              | Cardiff                                                               | Galles                                                                | 1 – 2                                                                 | Paesi Bassi                                                           | UEFA Nations League 2022-2023 - 1º turno                              | -                                                                     | 46’                                                                   |
| 25-11-2022                                                            | Al Rayyan                                                             | Galles                                                                | 0 – 2                                                                 | Iran                                                                  | Mondiali 2022 - 1º turno                                              | -2                                                                    | 87’                                                                   |
| 29-11-2022                                                            | Al Rayyan                                                             | Galles                                                                | 0 – 3                                                                 | Inghilterra                                                           | Mondiali 2022 - 1º turno                                              | -3                                                                    |                                                                       |
| 25-3-2023                                                             | Spalato                                                               | Croazia                                                               | 1 – 1                                                                 | Galles                                                                | Qual. Euro 2024                                                       | -1                                                                    |                                                                       |
| 28-3-2023                                                             | Cardiff                                                               | Galles                                                                | 1 – 0                                                                 | Lettonia                                                              | Qual. Euro 2024                                                       | -                                                                     |                                                                       |
| 16-6-2023                                                             | Cardiff                                                               | Galles                                                                | 2 – 4                                                                 | Armenia                                                               | Qual. Euro 2024                                                       | -4                                                                    |                                                                       |
| 19-6-2023                                                             | Samsun                                                                | Turchia                                                               | 2 – 0                                                                 | Galles                                                                | Qual. Euro 2024                                                       | -2                                                                    |                                                                       |
| 7-9-2023                                                              | Cardiff                                                               | Galles                                                                | 0 – 0                                                                 | Corea del Sud                                                         | Amichevole                                                            | -                                                                     |                                                                       |
| 11-9-2023                                                             | Riga                                                                  | Lettonia                                                              | 0 – 2                                                                 | Galles                                                                | Qual. Euro 2024                                                       | -                                                                     |                                                                       |
| 11-10-2023                                                            | Wrexham                                                               | Galles                                                                | 4 – 0                                                                 | Gibilterra                                                            | Amichevole                                                            | -                                                                     | 46’                                                                   |
| 15-10-2023                                                            | Cardiff                                                               | Galles                                                                | 2 – 1                                                                 | Croazia                                                               | Qual. Euro 2024                                                       | -1                                                                    |                                                                       |
| 18-11-2023                                                            | Erevan                                                                | Armenia                                                               | 1 – 1                                                                 | Galles                                                                | Qual. Euro 2024                                                       | -1                                                                    |                                                                       |
| 21-11-2023                                                            | Cardiff                                                               | Galles                                                                | 1 – 1                                                                 | Turchia                                                               | Qual. Euro 2024                                                       | -1                                                                    |                                                                       |
| 21-3-2024                                                             | Cardiff                                                               | Galles                                                                | 4 – 1                                                                 | Finlandia                                                             | Qual. Euro 2024                                                       | -1                                                                    |                                                                       |
| 26-3-2024                                                             | Cardiff                                                               | Galles                                                                | 0 – 0 dts (4 – 5 dtr)                                                 | Polonia                                                               | Qual. Euro 2024                                                       | -                                                                     |                                                                       |
| 9-6-2024                                                              | Trnava                                                                | Slovacchia                                                            | 4 – 0                                                                 | Galles                                                                | Amichevole                                                            | -4                                                                    |                                                                       |
| 6-9-2024                                                              | Cardiff                                                               | Galles                                                                | 0 – 0                                                                 | Turchia                                                               | UEFA Nations League 2024-2025 - 1º turno                              | -                                                                     |                                                                       |
| 11-10-2024                                                            | Reykjavík                                                             | Islanda                                                               | 2 – 2                                                                 | Galles                                                                | UEFA Nations League 2024-2025 - 1º turno                              | -2                                                                    | 90+3’                                                                 |
| 19-11-2024                                                            | Cardiff                                                               | Galles                                                                | 4 – 1                                                                 | Islanda                                                               | UEFA Nations League 2024-2025 - 1º turno                              | -1                                                                    |                                                                       |
| Totale                                                                |                                                                       | Presenze                                                              | 44                                                                    |                                                                       | Reti                                                                  | -48                                                                   |                                                                       |

## Palmarès

### Club

#### Competizioni nazionali
- Coppa d'Inghilterra: 1

Leicester City: 2020-2021
- Community Shield: 1

Leicester City: 2021
- Football League Championship: 1

Leicester City: 2023-2024